# Hugo von Mohl
Hugo von Mohl, född 8 april 1805 i Stuttgart, död 1 april 1872 i Tübingen, var en tysk botaniker. Han var bror till Robert, Julius och Moritz von Mohl, farbror till Ottmar von Mohl och dottersons son till Johann Jacob Moser.
Mohl blev professor i fysiologi i Bern 1832 och i botanik i Tübingen 1835, där han tillbringade sin återstående livstid. Han var en grundlig och samvetsgrann iakttagare med växtmorfologin och framförallt växtanatomin och cellens byggnad till sitt forskningsfält. Tillsammans med Diederich Franz Leonhard von Schlechtendal uppsatte han "Botanische Zeitung" 1843 och var till sin död en av denna framstående tidskrifts utgivare och medarbetare. Han invaldes som utländsk ledamot av svenska Vetenskapsakademien 1850 och av Royal Society 1868.
Av hans nära 100 botaniska skrifter är de flesta av ringa omfång, men av grundläggande vetenskaplig betydelse och särskilt avgörande för många av de viktigaste frågorna inom den då ännu unga växtanatomin, till exempel De palmarum structura (1831), Einige Bemerkungen über die Entwickelung und den Bau der Sporen der cryptogamischen Gewächse (1833), Ueber die Vermehrung der Pflanzenzellen durch Theilung (1835), Ueber den Bau der vegetabilischen Zellmembran (1837), Ueber den Protoplasma (1846; begreppet protoplasma infördes av honom). De flesta samlades i Vermischte Schriften botanischen Inhalts (1845). Större arbeten är Ueber den Bau und das Winden der Ranken und Schlingpflanzen (tävlingsskrift 1827), Mikrographie (1846) och Grundzüge der Anatomie und Physiologie der vegetabilischen Zelle (1851). 
Auktorsnamnet Mohl kan användas för Hugo von Mohl i samband med ett vetenskapligt namn inom botaniken; se Wikipediaartiklar som länkar till auktorsnamnet.